# Vernicia cordata
Vernicia cordata là một loài thực vật có hoa trong họ Đại kích. Loài này được (Thunb.) Airy Shaw miêu tả khoa học đầu tiên năm 1966.